# میدلند (لوئیزیانا)
میدلند (به انگلیسی: Midland) یک منطقهٔ مسکونی در ایالات متحده آمریکا است که در لوئیزیانا واقع شده‌است. میدلند ۴٫۸۸ متر بالاتر از سطح دریا واقع شده‌است.